# Hajira INA
Hajira INA là một thị xã và là một khu vực công nghiệp quy hoạch (industrial notified area) của quận Surat thuộc bang Gujarat, Ấn Độ.

## Nhân khẩu
Theo điều tra dân số năm 2001 của Ấn Độ, Hajira INA có dân số 2137 người. Phái nam chiếm 56% tổng số dân và phái nữ chiếm 44%. Hajira INA có tỷ lệ 75% biết đọc biết viết, cao hơn tỷ lệ trung bình toàn quốc là 59,5%: tỷ lệ cho phái nam là 81%, và tỷ lệ cho phái nữ là 68%. Tại Hajira INA, 15% dân số nhỏ hơn 6 tuổi.